# Zsuzsa Cserháti
Zsuzsa Cserháti (Budapest, 22 giugno 1948 – Budapest, 23 luglio 2003) è stata una cantante ungherese, descritta come dotata di una voce unica e versatile.

## Biografia
Ha studiato danza classica per dieci anni e ha iniziato a cantare nel 1965. La sua svolta è iniziata nel 1972 con la sua canzone d'esordio "He was not a painter"; era una cantante popolare negli anni '70. Il suo bambino appena nato la ispirò a cantare la canzone "Édes kisfiam" (Mio dolce piccolo figlio) sulle note del successo strumentale italiano Soleado, che è diventato uno dei suoi maggiori successi.
Negli anni '80 scomparve dalla vita musicale e pubblica. Ha affermato di essere stata vittima della gelosia professionale che la circondava. Altri cantanti in seguito dichiararono ai media che aveva subito queste battute d'arresto perché si era rifiutata di fare sesso con il manager pop Péter Erdős, che sostanzialmente controllava la produzione di tutta la musica pop e rock in Ungheria negli anni '80. A causa di queste esperienze, sviluppò gravi problemi mentali e di peso.
La Cserháti è stata riscoperta a metà degli anni '90, il suo album Ashes and Diamonds (Hamu és gyémánt, 1996) è diventato un grande successo. Sebbene ora sia una cantante rispettata e popolare, ha continuato a soffrire di depressione. Morì per la rottura di un'arteria a soli 55 anni.

## Vita privata
La Cserháti sposò il tecnico Károly Szirtes nel 1970. Nel 1976 nacque il loro unico figlio Krisztián. A causa della carriera di successo di sua moglie all'epoca, Szirtes fu il primo uomo in Ungheria ad andare in congedo parentale. Sebbene Cserháti lo abbia sempre descritto come il suo grande amore, divorziarono nel 1980. Il loro figlio continuò a vivere con suo padre, ma mantennero un buon rapporto tra loro.
Dopo la morte di Szirtes per cancro nel 1990, Krisztián è tornato a vivere con sua madre. Le successive relazioni della Cserháti non ebbero successo; al momento della sua morte era single da diversi anni.

## Onorificenze
- Ordine al merito della Repubblica ungherese (1998)